# Communauté islamique en Serbie
Ne doit pas être confondu avec Communauté islamique de Serbie.
La Communauté islamique en Serbie (en serbe cyrillique : Исламска заједница у Србији ; en serbe latin : Islamska zajednica u Srbiji ; en abrégé : IZuS) a son siège à Novi Pazar, dans la région du Sandžak, en Serbie. Créée en janvier 2007, elle est avec la Communauté islamique de Serbie (Islamska zajednica Srbije) l'une des deux organisations des Musulmans du pays.

## Organisation et territoire
La Communauté islamique en Serbie est un « meshihat » (conseil), qui fait partie du « Rijaset » de la Communauté islamique en Bosnie-Herzégovine (en bosniaque : Rijaset Islamske zajednice u Bosni i Hercegovini) ; elle est subdivisée en quatre « muftiats » (muftijstva) : le muftiat du Sandžak, qui a son siège à Novi Pazar, le muftiat de Preševo, qui s'étend sur les municipalités de Preševo, de Bujanovac et de Medveđa (c'est-à-dire dans la vallée de Preševo) et qui a son siège à Preševo, le muftiat de Novi Sad, qui administre la province autonome de Voïvodine (siège à Novi Sad) et le muftiat de Belgrade, pour la Serbie centrale, et qui a son siège dans la capitale serbe.
À la tête de la Communauté se trouve le mufti Muamer Zukorlić, qui est en même temps mufti du Sandžak.

## Historique

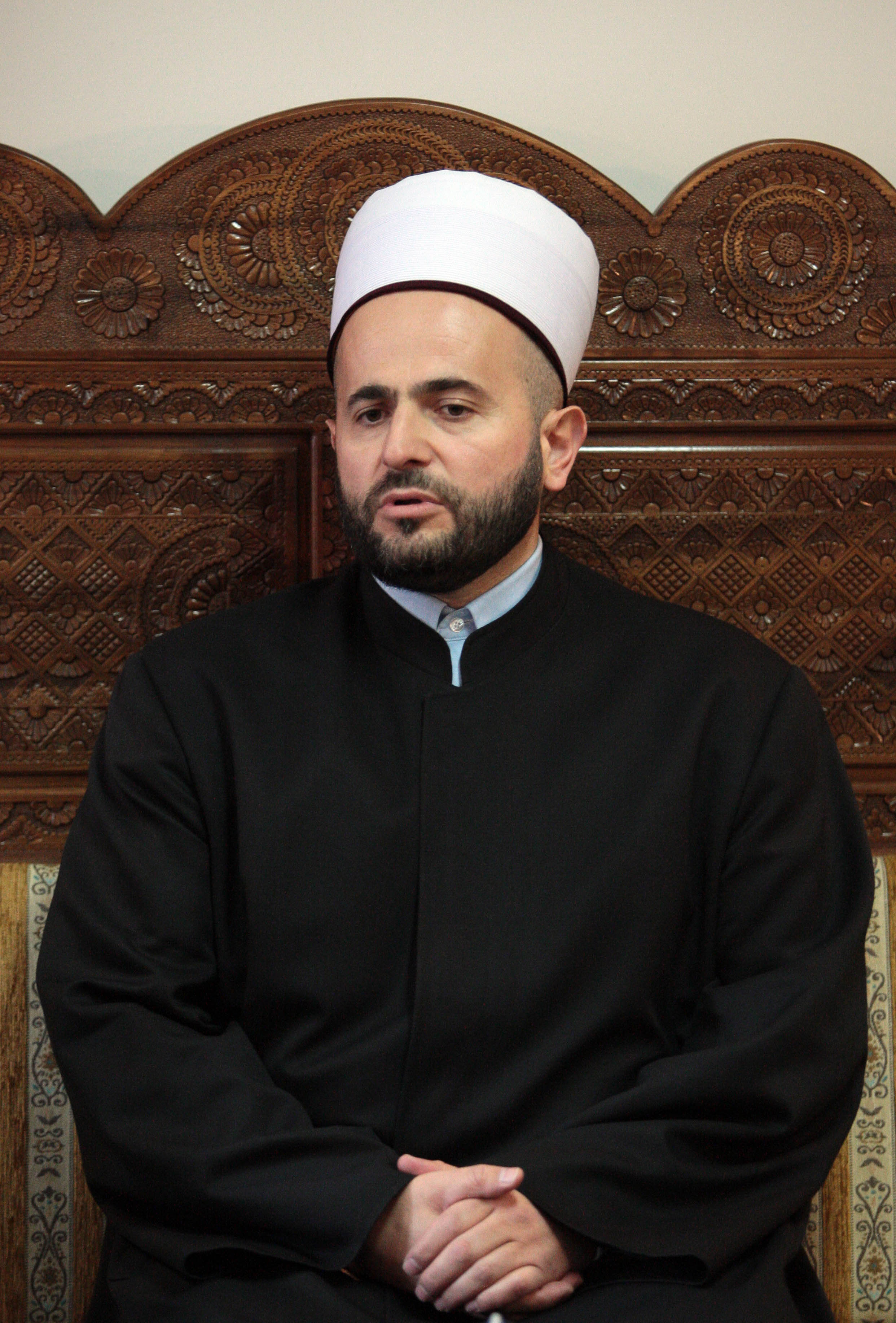
Muamer Zukorlić, mufti du Sandžak

La scission dans la communauté musulmane de Serbie, séparant la Communauté islamique en Serbie et la Communauté islamique de Serbie remonte à 1993 ; cette année-là, Muamer Zukorlić s'est « autoproclamé » mufti de Novi Pazar et il reconnaît l'autorité suprême du grand mufti de Sarajevo Mustafa Cerić.
En 2006, la « Loi sur les Églises et les communautés religieuses » oblige chacune des 7 religions reconnues en Serbie à se constituer en association au niveau national ; dans cette perspective, la Communauté islamique en Serbie se fait enregistrer par l'État et, en octobre 2007, pour constituer une alternative, la Communauté islamique de Serbie (IZS) est formée et se fait enregistrer à son tour, sur fond de querelles de personnes et de conflits politiques. La création de l'IZS s'effectue ainsi principalement à l'instigation du mufti de Belgrade Hamdija Jusufspahić et de ses deux fils, tous deux imams, écartés de la direction de la Communauté islamique en Serbie.

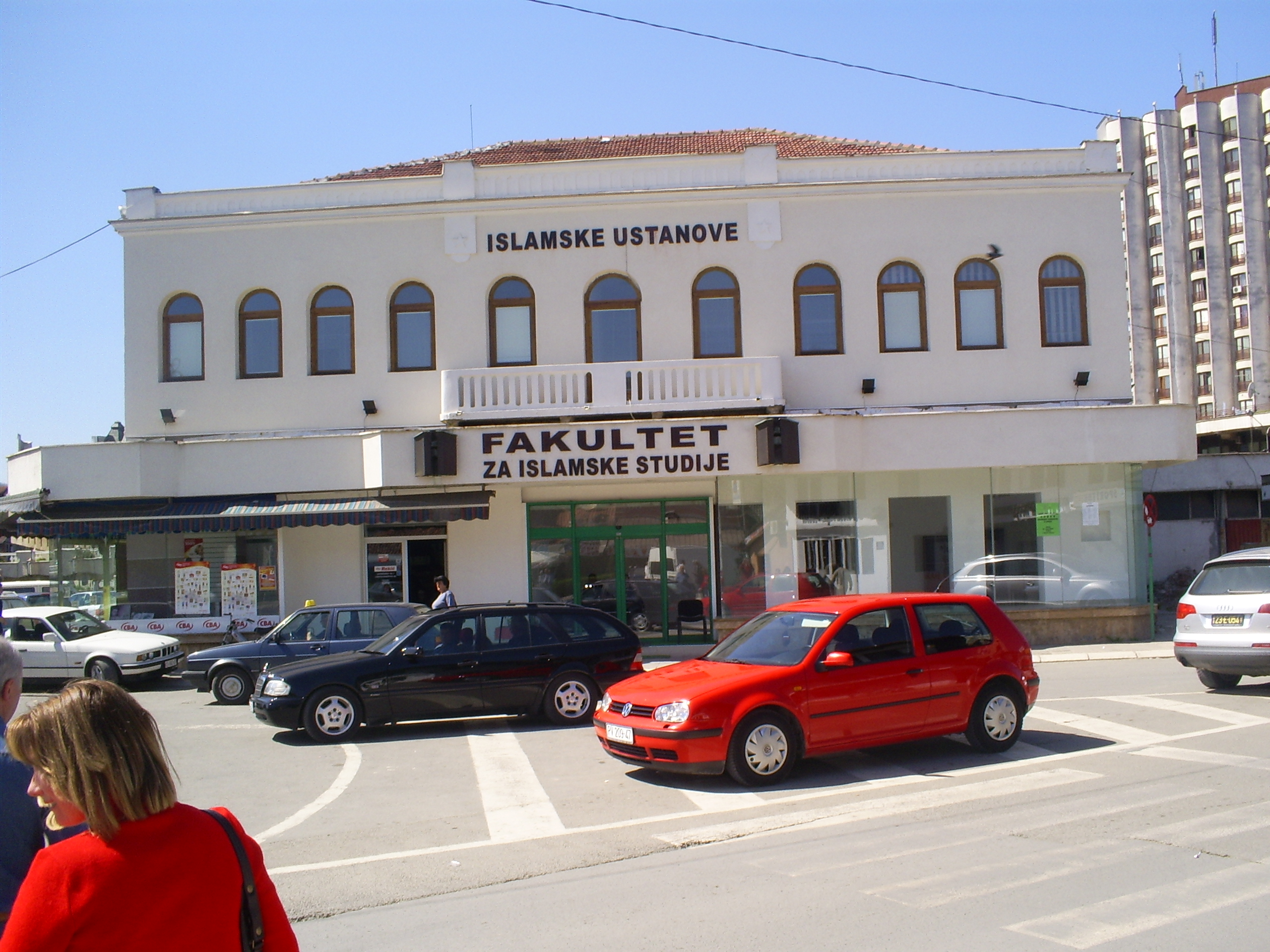
La faculté d'études islamiques de Novi Pazar

Le gouvernement serbe quant à lui reconnaît officiellement les deux communautés.

## Enseignement
La Communauté islamique en Serbie administre deux établissements d'enseignement à Novi Pazar : la médersa de Gazi Isa-bey et la Faculté d'études islamiques (Fakultet za islamske studije ; en abrégé : FIS) ; elle publie le mensuel Glas Islama (« Voix de l'Islam ») ; elle gère aussi une organisation humanitaire internationale, un centre de médias, une Agence pour la certification hallal, une bibliothèque et deux jardins d'enfants. L'IZuS coordonne également une association de femmes et de jeunes musulmans, ainsi qu'une association d'oulémas.